# Aderslebenský kalvil

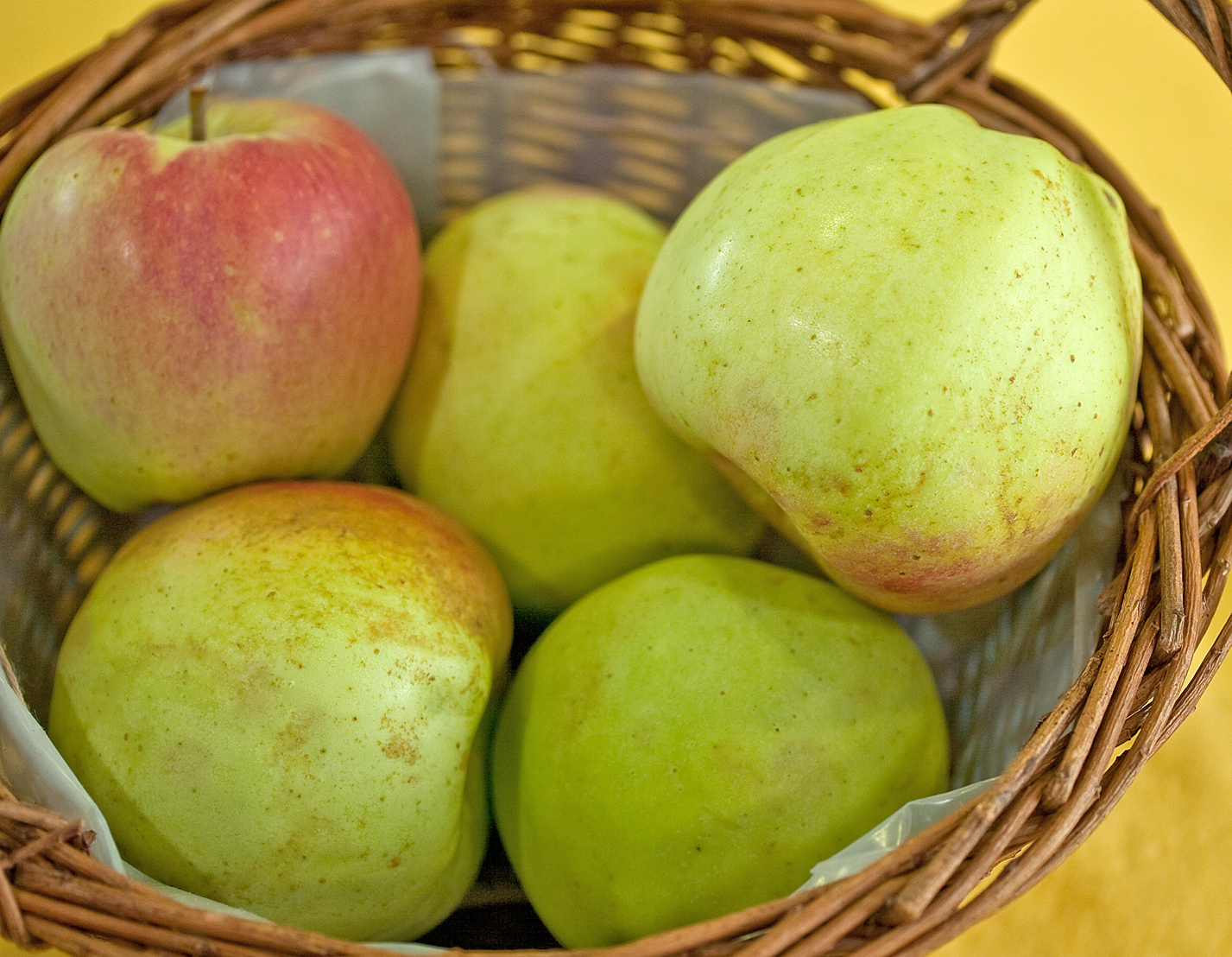

Aderslebenský kalvil (Malus domestica 'Aderslebenský kalvil') je ovocný strom, kultivar druhu jabloň domácí z čeledi růžovitých. Plody jsou řazeny mezi odrůdy zimních jablek, sklízí se v říjnu, dozrává v prosinci, skladovatelné jsou do března.

## Historie

### Původ
Byla vyšlechtěna v Německu v roce 1839 v Kloster Adersleben. Odrůda vznikla zkřížením odrůd 'Kalvil bílý zimní' a 'Grávštýnské'.

## Vlastnosti

### Růst
Růst odrůdy je středně bujný.

## Plodnost
Plodí záhy, bohatě a pravidelně.

## Plod
Plod je kulovitě kuželovitý, žebernatý, střední. Slupka hladká, žlutozelené zbarvená s červeným líčkem. Dužnina je nažloutlá se sladce navinulou chutí, velmi dobrá.

## Choroby a škůdci
Odrůda je středně rezistentní proti strupovitosti jabloní a padlí. Je také dostatečně odolná k padlí.